# Lodnianka
Lodnianka – niewielki potok w dorzeczu Kisucy, w Górach Kisuckich w północno-zachodniej Słowacji. Cały tok w granicach Powiatu Kysucké Nové Mesto. Długość ok. 6 km.

## Bieg
Płynie w niezbyt szerokiej dolinie (słow. Lieskovska dolina), którą otaczają grzbiety grupy górskiej Vojenné. Od północy jest to grzbiet ze szczytami Poľana (764 m n.p.m.), Bartkov kopec (775 m n.p.m.) i Marusov vrch (699 m n.p.m.), zaś od południa grzbiet ze szczytami Kykula (826 m n.p.m.), Priehyb (813 m n.p.m.), Skáčkova hora (732 m n.p.m.) i Pleš (687 m n.p.m.). Źródła potoku znajdują się na wysokości ok. 680 m n.p.m., na zachodnich zboczach płytkiej przełęczy (słow. sedlo Korcháň) w grzbiecie łączącym wyżej wymienione szczyty Poľana i Kykula. Na całej swej długości spływa w kierunku zachodnim, z nieznacznym tylko odchyleniem ku północy, przez wsie Lodno i Kysucký Lieskovec. W tej drugiej miejscowości, na wysokości ok. 360 m n.p.m., uchodzi do Kisucy jako jej lewobrzeżny dopływ.
Doliną potoku prowadzi droga z Kysuckého Lieskovca (od drogi drogi krajowej nr 11) do Lodna.
W 1965 r. potok, na skutek gwałtownego wezbrania, spowodował wielką powódź, która zniszczyła wiele ról, dróg i zabudowań w jego dolinie.